# Sekhemib
Sekhemib (även Sekhemib-Perenmaat) är horusnamnet på en farao under Egyptens andra dynasti som regerade omkring 2760 f. Kr.
Hans identitet och historiska position i regentlängden är oklar eftersom de arkeologiska fynden är få och ibland motsägelsefulla. Detta gäller i synnerhet försök att likställa honom med Peribsen. Dessutom ökar osäkerheten eftersom den totala avsaknaden av hans namn från senare källor (speciellt från kungalistorna från 19:e dynastin) inte hjälper.

## Namn och identitet

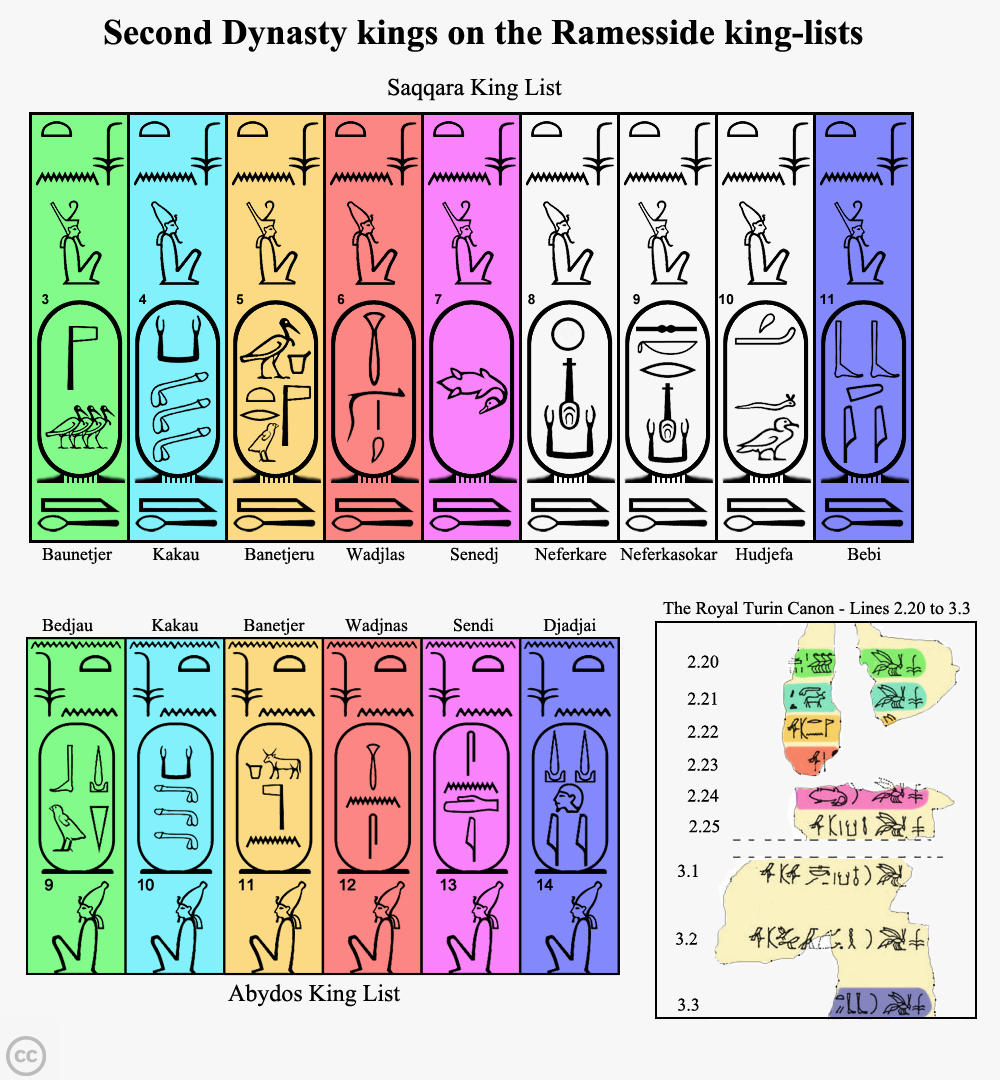
Sekhemibs namn saknas på kungalistor från 19:e dynastin

Sekhemib är huvudsakligen känd från ler-sigill som bär hans namn som hittades i dåligt skick på Peribsens gravområde i Peqer vid Abydos. Ytterligare en del av fynd från Sekhemibs regeringstid gjordes i de underjordiska gångarna vid Djosers pyramidkomplex i Sakkara.
När det gäller identitet och kronologisk placering stöter forskarna på problem och motsägelser. Detta beror på att upptäckten av Sekhemibs sigill, som hittades i Peribsens gravdepå, med namnet "Hor-Sekhemib" eller "Hor Sekhemib-Perenmaat" inskriberade. Fyndpositionen har orsakat motsatta uppfattningar bland egyptologer.
Vissa egyptologer anser att Sekhemib ändrade sitt namn till "Set-Peribsen" och är identisk med honom. Som argument för detta pekar de på gravsigill med Sekhemibs namn från Peribsens gravområde och att Sekhemibs grav ännu inte påträffats.
Andra är övertygade att Sekhemib och Peribsen är två individuella härskare och att Sekhemib var efterträdare till Peribsen. Som grund för detta ligger att de två kungarna aldrig hittats på ett och samma objekt. Fynden av Sekhemibs sigill på kultplatsen vid Peribsens grav påvisar att han begravde sin företrädare, precis som Hetepsekhemuis sigill hittades vid sin företrädare Kas grav.
Sekhemib har även identifierats med Wadjnes, och som någon form av samregent med kungarna Seneferka, Nerferkare/Aaka och Neferkasokar.

## Regeringstid
Sekhemib regerade troligen endast i Nedre Egypten, samtidigt som Peribsen regerade i Övre Egypten. Bakgrunden till detta tros vara att kung Ninetjer delad riket i två delar efter en långvarig torka och överlät styret till sina arvingar efter sin död. Kanske gav denna uppdelning upphov till konflikter om vem som styrde var.
Den exakta regeringslängden är okänd men modern forskning ger honom 6–8 år vid makten. Hans kronologiska läge är mot slutet av andra dynastin.